# Kingstonian Football Club
Kingstonian Football Club é um clube inglês de futebol sediado na cidade de Kingston upon Thames que disputa atualmente a Ishtmian League (Divisão superior), correspondente à 7ª divisão do futebol inglês.
Fundado em 9 de novembro de 1885, manda os seus jogos no estádio King George's Field, dividido com o Corinthian-Casuals F.C., com capacidade para receber 2.000 espectadores. Suas cores são branco, vermelho, preto (uniforme principal) e azul e amarelo (uniforme reserva).

## Título

### Liga
- Isthmian League: 3

1933–34, 1936–37, 1997–98

### Copa
- FA Trophy: 2

1998–99, 1999–2000
- FA Amateur Cup: 1

1932–33
- Isthmian League Cup: 2

1995–96, 2015–16